# Comuna Vasîlivka, Tîvriv
Vasîlivka (în ucraineană Василівка) este o comună în raionul Tîvriv, regiunea Vinnița, Ucraina, formată din satele Kurnîkî, Maidan, Vasîlivka (reședința) și Zarvanka.

## Demografie
Componența lingvistică a satului Vasîlivka
     Ucraineană (96,98%)
     Rusă (2,26%)
     Alte limbi (0,63%)
Conform recensământului din 2001, majoritatea populației satului Vasîlivka era vorbitoare de ucraineană (96,98%), existând în minoritate și vorbitori de rusă (2,26%).